# Piqued Jacks
Piqued Jacks est un groupe musical italien, originaire de Buggiano. Il se compose de E-King (chant, piano, synthétiseur), Majic-o (guitare électrique), littleladle (basse) et HolyHargot (batterie).
Ils représentent Saint-Marin au Concours Eurovision de la chanson 2023, avec la chanson Like an Animal (en).

## Histoire
Les Piqued Jacks se forment en 2006 à Buggiano, en Italie. Ils sortent deux EP en 2010 et en 2011. Ils travaillent ensuite avec le producteur Brian Lanese pour leur troisième EP, intitulé Just a Machine, qui sort en janvier 2013. En mars 2014, ils travaillent avec Matt Noveskey du groupe Blue October pour leurs singles Upturned Perspectives et No Bazooka.
Leur premier album studio, Climb like Ivy Does, sort en 2015, suivi en 2016 d'une version acoustique, intitulée Aerial Roots. En 2016, le batteur ThEd0g est remplacé par Damiano Beritelli, à son tour remplacé par HolyHargot. En juin 2018, le single Wildly Shine sort, produit par Michael Beinhorn. Quatre mois plus tard sort The Living Past, leur deuxième album studio produit par Dan Weller.
En avril 2019, le guitariste Penguinsane quitte le groupe et est remplacé par Majic-o. La même année, Piqued Jacks remporte le premier prix dans la catégorie rock au festival Sanremo Rock.
En 2020, ils sont sélectionnés par MTV pour la plateforme New Generation. En septembre de la même année sort le single Safety Distance, qui anticipe le troisième album Synchronizer en mars 2021, sorti sur le label INRI et produit par Julian Emery, Brett Shaw et Dan Weller.
En 2023, ils participent à la deuxième édition de Una voce per San Marino, où ils présentent leur chanson Like an Animal. À l'issue de la finale, le jury les couronne vainqueurs, faisant d'eux les représentants de Saint-Marin au Concours Eurovision de la chanson 2023 à Liverpool. Ils interprètent leur chanson lors de la deuxième demi-finale le 11 mai, mais ils ne sont pas qualifiés pour la finale.

## Membres

### Membres actuels
- E-King – chant, piano, synthétiseur (Depuis 2006)
- littleladle – basse, chœurs (Depuis 2006)
- HolyHargot – batterie (Depuis 2017)
- Majic-o – guitare électrique, chœurs (Depuis 2019)

### Anciens membres
- Penguinsane – guitare
- ThEd0g – batterie

## Discographie

### Albums studio
- 2015 : Climb like Ivy Does
- 2018 : The Living Past
- 2021 : Synchronizer

### EP
- 2008 : Tight-Mess
- 2010 : Momo the Monkey
- 2011 : Brotherhoods
- 2013 : Just a Machine

### Singles
- 2013 : My Kite
- 2013 : Youphoric?!
- 2013 : Amusement Park
- 2014 : Upturned Perspectives
- 2014 : No Bazooka
- 2015 : Romantic Soldier
- 2016 : Shyest Kindred Spirit (Acoustic)
- 2018 : Eternal Ride of a Heartful Mind
- 2018 : Loner vs Lover
- 2018 : Wildly Shine
- 2020 : Safety Distance
- 2020 : Every Day Special
- 2020 : Golden Mine
- 2021 : Elephant
- 2021 : Mysterious Equations
- 2021 : Fire Brigade
- 2022 : Everything South
- 2022 : Particles
- 2022 : Sunflower
- 2023 : Like an Animal